# Cortometraggi della Pantera Rosa

Immagine dalla sigla dei cortometraggi

Quello che segue è un elenco dei 124 cortometraggi animati con protagonista la Pantera Rosa, prodotti tra il 18 dicembre 1964 e il 1º febbraio 1980 dalla DePatie–Freleng Enterprises (DFE Films). I primi 92 cortometraggi furono originariamente distribuiti nelle sale, mentre i successivi 32 furono prodotti per la trasmissione nel programma contenitore The All New Pink Panther Show nel 1978 sulla ABC, per poi venire distribuiti anche al cinema.

## 1964
- La kosa rosa (The Pink Phink), regia di Friz Freleng
- Pigiama rosa (Pink Pajamas), regia di Friz Freleng

## 1965
- Regaliamo francobolli rosa (We Give Pink Stamps), regia di Friz Freleng
- "P" sta per pantera (Dial "P" for Pink), regia di Friz Freleng
- L'arca rosa (Sink Pink), regia di Hawley Pratt
- Rosa sottaceto (Pickled Pink), regia di Friz Freleng
- 007 rosa (Pinkfinger), regia di Friz Freleng
- Rosa shocking (Shocking Pink), regia di Friz Freleng
- Rosa brillante (Pink Ice), regia di Friz Freleng
- La zanzara impertinente (The Pink Tail Fly), regia di Friz Freleng
- Il panzer rosa (Pink Panzer), regia di Hawley Pratt
- Un grammo di rosa (An Ounce of Pink), regia di Hawley Pratt
- Mulinello rosa (Reel Pink), regia di Hawley Pratt
- Il torero rosa (Bully for Pink), regia di Hawley Pratt

## 1966
Tutti i cortometraggi sono diretti da Hawley Pratt.
- Il punch rosa (Pink Punch)
- Pistoni rosa (Pink Pistons)
- Vitamine rosa (Vitamin Pink)
- Il progetto rosa (The Pink Blueprint)
- Sinfonia in rosa (Pink, Plunk, Plink)
- Un bel sorriso rosa (Smile Pretty, Say Pink)
- Sorpresa rosa (Pink-A-Boo)
- Il genio dalla pelliccia rosa (Genie with the Light Pink Fur)
- Super Pink
- Ninna nanna rosa (Rock-A-Bye Pinky)

## 1967
- Pinknic, regia di Hawley Pratt
- Panico rosa (Pink Panic), regia di Hawley Pratt
- Primule rosa (Pink Posies), regia di Hawley Pratt
- Re per un giorno (Pink of the Litter), regia di Hawley Pratt
- Tenersi in forma rosa (In the Pink), regia di Hawley Pratt
- Jet rosa (Jet Pink), regia di Gerry Chiniquy
- Paradiso rosa (Pink Paradise), regia di Gerry Chiniquy
- Il destriero rosa (Pinto Pink), regia di Hawley Pratt
- Congratulazioni rosa (Congratulations It's Pink), regia di Hawley Pratt
- Rosa prefabbricato (Prefabricated Pink), regia di Hawley Pratt
- La mano è più rosa dell'occhio (The Hand Is Pinker Than the Eye), regia di Hawley Pratt
- Vignette rosa (Pink Outs), regia di Gerry Chiniquy

## 1968
- Cielo color rosa (Sky Blue Pink), regia di Hawley Pratt
- Rosadilly Circus (Pinkadilly Circus), regia di Hawley Pratt
- Rosa psichedelico (Psychedelic Pink), regia di Hawley Pratt
- Su, entra! L'acqua è rosa (Come On In! The Water's Pink), regia di Hawley Pratt
- L'inventore rosa (Put-Put, Pink), regia di Gerry Chiniquy
- Soldato rosa (G.I. Pink), regia di Hawley Pratt
- Fortuna rosa (Lucky Pink), regia di Hawley Pratt
- Il centesimo rosa (The Pink Quarterback), regia di Hawley Pratt
- Osservatorio rosa (Twinkle, Twinkle, Little Pink), regia di Hawley Pratt
- Rosa gagliardo (Pink Valiant), regia di Hawley Pratt
- La pillola rosa (The Pink Pill), regia di Gerry Chiniquy
- Rosa preistorico (Prehistoric Pink), regia di Hawley Pratt
- Gattabuia rosa (Pink in the Clink), regia di Gerry Chiniquy
- Il pastorello rosa (Little Beaux Pink), regia di Hawley Pratt
- Tre desideri rosa (Tickled Pink), regia di Gerry Chiniquy
- Sfinge rosa (Pink Sphinx), regia di Hawley Pratt
- Taglialegna rosa (Pink Is a Many Splintered Thing), regia di Gerry Chiniquy
- La cospirazione del pacchetto rosa (The Pink Package Plot), regia di Arthur Davis
- Tasse rosa (Pinkcome Tax), regia di Arthur Davis

## 1969
- Cenerentola rosa (Pink-A-Rella), regia di Hawley Pratt
- Disinfestazioni rosa (Pink Pest Control), regia di Gerry Chiniquy
- Codice stradale rosa (Think Before You Pink), regia di Gerry Chiniquy
- Rosa polare (Slink Pink), regia di Hawley Pratt
- Nel cuore rosa della notte (In the Pink of the Night), regia di Arthur Davis
- Granturco rosa (Pink on the Cob), regia di Hawley Pratt
- Rosa estinto (Extinct Pink), regia di Hawley Pratt

## 1971
- Mutazione rosa (A Fly in the Pink), regia di Hawley Pratt
- Il piatto rosa (Pink Blue Plate), regia di Gerry Chiniquy
- Il suonatore di tuba rosa (Pink Tuba-Dore), regia di Arthur Davis
- Marachelle rosa (Pink Pranks), regia di Gerry Chiniquy
- La pulce rosa (The Pink Flea), regia di Gerry Chiniquy
- Pneumatico rosa (Psst Pink), regia di Arthur Davis
- Gong rosa (Gong with the Pink), regia di Hawley Pratt
- Passatempo rosa (Pink-In), regia di Arthur Davis

## 1972
- Il pallone rosa (Pink 8 Ball), regia di Gerry Chiniquy

## 1974
- Opera rosa (Pink Aye), regia di Gerry Chiniquy
- Il sentiero della pantera solitaria (Trail of the Lonesome Pink), regia di Gerry Chiniquy

## 1975
- Da Vinci Rosa (Pink DaVinci), regia di Robert McKimson (Storia di un Capolavoro su Rete 1 1978)
- Colpo maestro rosa (Pink Streaker), regia di Gerry Chiniquy
- Salmone rosa (Salmon Pink), regia di Gerry Chiniquy
- Alla ricerca di un letto rosa (Forty Pink Winks), regia di Gerry Chiniquy
- Appetiti rosa (Pink Plasma), regia di Art Leonardi
- L'elefante rosa (Pink Elephant), regia di Gerry Chiniquy
- Il guardaboschi rosa (Keep Our Forests' Pink), regia di Gerry Chiniquy
- Volo rosa (Bobolink Pink), regia di Gerry Chiniquy
- È rosa, ma è un visone? (It's Pink, But Is It Mink?), regia di Robert McKimson
- La protesta rosa (Pink Campaign), regia di Art Leonardi
- La Primula Rosa (The Scarlet Pinkernel), regia di Gerry Chiniquy

## 1976
- Rosa magico (Mystic Pink), regia di Robert McKimson
- Rosa d'Arabia (The Pink of Arabee), regia di Gerry Chiniquy
- Il professionista rosa (The Pink Pro), regia di Robert McKimson (W lo Sport su Rete 1 1979)
- Il pifferaio rosa (Pink Piper), regia di Cullen Blaine
- Il patriota rosa (Pinky Doodle), regia di Sid Marcus
- Sherlock rosa (Sherlock Pink), regia di Robert McKimson
- Sasso rosa (Rocky Pink), regia di Art Leonardi

## 1977
- Terapia rosa (Therapeutic Pink), regia di Gerry Chiniquy

## 1978
- Fotografie rosa (Pink Pictures), regia di Gerry Chiniquy
- Sala giochi rosa (Pink Arcade), regia di Sid Marcus
- Limonata rosa (Pink Lemonade), regia di Gerry Chiniquy
- La tromba rosa (Pink Trumpet), regia di Art Davis
- Temporali rosa (Sprinkle Me Pink), regia di Bob Richardson
- Rosa dietetico (Dietetic Pink), regia di Sid Marcus
- UFO rosa (Pink U.F.O.), regia di Dave Detiege
- Lampo rosa (Pink Lightning), regia di Brad Case
- Il gatto e il fagiolo rosa (Cat and the Pinkstalk), regia di Dave Detiege
- Papà rosa (Pink Daddy), regia di Gerry Chiniquy
- La mosca rosa (Pink S.W.A.T.), regia di Sid Marcus
- La pantera e la pala (Pink and Shovel), regia di Gerry Chiniquy
- Psicanalisi rosa (Pinkologist), regia di Gerry Chiniquy
- La pantera yankee (Yankee Doodle Pink), regia di Sid Marcus
- Stampa rosa (Pink Press), regia di Art Davis
- Beniamini rosa (Pet Pink Pebbles), regia di Gerry Chiniquy, Art Leonardi
- La pantera a Bagdad (The Pink of Bagdad), regia di Art Davis, Gerry Chiniquy
- La strana esploratrice (Pink in the Drink), regia di Sid Marcus
- Banane rosa (Pink Bananas), regia di Art Davis
- Due metri di coda rosa (Pinktails for Two), regia di Art Davis
- Insonnia rosa (Pink Z-Z-Z), regia di Sid Marcus
- Galassia rosa (Star Pink), regia di Art Davis

## 1979
- Colazione rosa (Pink Breakfast), regia di Brad Case
- Il toro rosa (Toro Pink), regia di Sid Marcus
- L'anatra rosa (Pink Quackers), regia di Brad Case
- Il filo rosa (String Along in Pink), regia di Gerry Chiniquy
- Tagliaboschi rosa (Pink in the Woods), regia di Brad Case
- La calamita rosa (Pink Pull), regia di Sid Marcus
- Candela rosa (Spark Plug Pink), regia di Brad Case
- Dottor rosa (Doctor Pink), regia di Sid Marcus
- Sapone rosa (Pink Suds), regia di Art Davis

## 1980
- Supermercato rosa (Supermarket Pink), regia di Brad Case